# Michel Béguelin

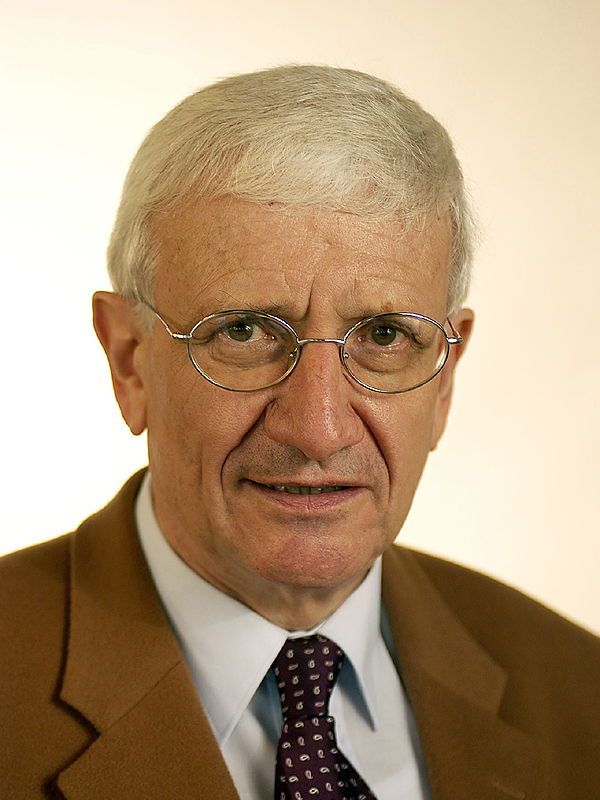
Michel Béguelin

Michel Béguelin (* 1. August 1936 in Boudry, heimatberechtigt in Tramelan) ist ein Schweizer Politiker (SP).
Béguelin wurde zum 30. November 1987 in den Nationalrat gewählt. Am 6. Dezember 1999 wurde er im zweiten Wahlgang in den Ständerat gewählt, 2003 wurde er, ebenfalls im zweiten Wahlgang, wiedergewählt, 2007 trat er nicht wieder an.
Er ist verheiratet und hat zwei Kinder.